# Patinação sobre rodas nos Jogos Pan-Americanos de 2023
As competições de patinação sobre rodas nos Jogos Pan-Americanos de 2023 em Santiago, no Chile, foram realizadas no Velódromo para as provas artísticas, no Patinódromo para as provas de velocidade, e na Esplanada dos Esportes Urbanos para as disputas de skate.
Foi a estreia do skate nos Jogos Pan-Americanos, ocorrendo em 21 e 22 de outubro. Por sua vez, a patinação artística foi realizada em 3 e 4 de novembro, enquanto a patinação de velocidade em 4 e 5 de novembro de 2023. No total, 14 eventos foram disputados, dois de patinação artística, oito de patinação de velocidade e quatro no skate.

## Qualificação
Um total de 96 atletas poderiam se classificar para competir. Foram 18 vagas na patinação artística, 44 na patinação de velocidade e 34 no skate. Os Jogos Pan-Americanos Júnior de 2021 e o Campeonato Pan-Americano de 2022 em cada disciplina foram utilizados para determinar os qualificados. 
No skate, o ranking olímpico de 2023 foi utilizado para determinar os atletas qualificados.

## Nações participantes
Um total de 18 CONs se classificaram em pelo menos uma das modalidades, com a quantidade de competidores entre parênteses.
- ARG Argentina (10)
- BRA Brasil (10)
- CAN Canadá (4)
- CHI Chile (10)
- COL Colômbia (13)
- CRC Costa Rica (2)
- CUB Cuba (3)
- ESA El Salvador (2)
- EAI Equipe de Atletas Independentes (2)
- ECU Equador (4)
- USA Estados Unidos (10)
- MEX México (8)
- PAR Paraguai (3)
- PER Peru (3)
- PUR Porto Rico (3)
- DOM República Dominicana (2)
- URU Uruguai (2)
- VEN Venezuela (4)

## Medalhistas

### Patinação artística
| Evento             | Ouro                            | Prata                            | Bronze                             |
| ------------------ | ------------------------------- | -------------------------------- | ---------------------------------- |
| Masculino detalhes | Erik Medziukevicius BRA Brasil  | Franco Mastroianni ARG Argentina | Deivi Rojas COL Colômbia           |
| Feminino detalhes  | Sandra Díaz García COL Colômbia | Bianca Ameixeiro BRA Brasil      | Martina Della Chiesa ARG Argentina |

### Patinação de velocidade
Masculino
| Evento                          | Ouro                        | Prata                          | Bronze                      |
| ------------------------------- | --------------------------- | ------------------------------ | --------------------------- |
| 200 m contra o relógio detalhes | Emanuelle Silva CHI Chile   | Jorge Luis Martínez MEX México | Andrés Jiménez COL Colômbia |
| 500 m + distância detalhes      | Andrés Jiménez COL Colômbia | Carlos Monsivais MEX México    | Emanuelle Silva CHI Chile   |
| 1000 m velocidade detalhes      | Juan Mantilla COL Colômbia  | Andrés Jiménez COL Colômbia    | Hugo Ramírez CHI Chile      |
| 10000 m eliminação detalhes     | Andrés Gómez COL Colômbia   | Juan Mantilla COL Colômbia     | Hugo Ramírez CHI Chile      |

Feminino
| Evento                          | Ouro                            | Prata                         | Bronze                          |
| ------------------------------- | ------------------------------- | ----------------------------- | ------------------------------- |
| 200 m contra o relógio detalhes | Geiny Pájaro COL Colômbia       | Ivonne Nóchez ESA El Salvador | Erin Jackson USA Estados Unidos |
| 500 m + distância detalhes      | Erin Jackson USA Estados Unidos | María Arias ECU Equador       | Geiny Pájaro COL Colômbia       |
| 1000 m velocidade detalhes      | Gabriela Rueda COL Colômbia     | Gabriela Vargas ECU Equador   | Angy Quintero VEN Venezuela     |
| 10000 m eliminação detalhes     | Fabiana Arias COL Colômbia      | Gabriela Rueda COL Colômbia   | Gabriela Vargas ECU Equador     |

### Skate
Masculino
| Evento          | Ouro                          | Prata                   | Bronze                           |
| --------------- | ----------------------------- | ----------------------- | -------------------------------- |
| Park detalhes   | Taylor Nye USA Estados Unidos | Augusto Akio BRA Brasil | Steven Piñeiro PUR Porto Rico    |
| Street detalhes | Lucas Rabelo BRA Brasil       | Angelo Caro PER Peru    | Jhancarlos González COL Colômbia |

Feminino
| Evento          | Ouro                          | Prata                     | Bronze                             |
| --------------- | ----------------------------- | ------------------------- | ---------------------------------- |
| Park detalhes   | Fay De Fazio Ebert CAN Canadá | Raicca Ventura BRA Brasil | Bryce Wettstein USA Estados Unidos |
| Street detalhes | Rayssa Leal BRA Brasil        | Pâmela Rosa BRA Brasil    | Paige Heyn USA Estados Unidos      |

## Quadro de medalhas
| Ordem | País               | Medalha de ouro | Medalha de prata | Medalha de bronze |    |
| ----- | ------------------ | --------------- | ---------------- | ----------------- | -- |
| 1     | COL Colômbia       | 7               | 3                | 4                 | 14 |
| 2     | BRA Brasil         | 3               | 4                |                   | 7  |
| 3     | USA Estados Unidos | 2               |                  | 3                 | 5  |
| 4     | CHI Chile          | 1               |                  | 3                 | 4  |
| 5     | CAN Canadá         | 1               |                  |                   | 1  |
| 6     | ECU Equador        |                 | 2                | 1                 | 3  |
| 7     | MEX México         |                 | 2                |                   | 2  |
| 8     | ARG Argentina      |                 | 1                | 1                 | 2  |
| 9     | ESA El Salvador    |                 | 1                |                   | 1  |
|       | PER Peru           |                 | 1                |                   | 1  |
| 11    | PUR Porto Rico     |                 |                  | 1                 | 1  |
|       | VEN Venezuela      |                 |                  | 1                 | 1  |
| TOTAL | TOTAL              | 14              | 14               | 14                | 42 |